# FANUC
FANUC eller FANUC Ltd är en japansk elektromekanisk tillverkare grundad 1956 specialiserad inom CNC-teknik, fabriksautomation och robotar. Företaget började som en del av Fujitsu specialiserat på numerisk kontroll och servosystem. Namnet är en förkortning av Fuji Automatic Numerical Control.